# Касілан
Касілан (пол. Kasiłan) — село в Польщі, у гміні Лісневичі Холмського повіту Люблінського воєводства. Населення — 177 осіб (2011).

## Історія
За даними етнографічної експедиції 1869—1870 років під керівництвом Павла Чубинського, у селі здебільшого проживали римо-католики, проте населення переважно розмовляло українською мовою.
У 1975—1998 роках село належало до Холмського воєводства.

## Демографія
Демографічна структура станом на 31 березня 2011 року:
|          | Загалом | Допрацездатний вік | Працездатний вік | Постпрацездатний вік |
| -------- | ------- | ------------------ | ---------------- | -------------------- |
| Чоловіки | 83      | 20                 | 52               | 11                   |
| Жінки    | 94      | 24                 | 41               | 29                   |
| Разом    | 177     | 44                 | 93               | 40                   |